# Антон Флоріан Ліхтенштейн
Антон Флоріан фон Ліхтенштейн (нім. Anton Florian von und zu Liechtenstein; 28 травня 1656 — 11 жовтня 1721) — 5-й князь Ліхтенштейну з 1718 року, лицар Ордена Золотого руна, камергер і член Державної ради.

## Біографія
До сходження на престол Антон Флоріан служив у імператорському казначействі, з 1689 року був членом Державної ради, виконував функції посла у Ватикані, при дворі Папи Римського. У період з 1683 по 1695 роки відповідав за освіту ерцгерцога Карла. Орден Золотого руна отримав у 1697 році.
У період з 1703 по 1711 рік, під час Війни за іспанську спадщину Антон Флоріан служив головним скарбником і прем'єр-міністром при дворі ерцгерцога Карла, що став згодом імператором Карлом VI. За свої заслуги Антон Флоріан отримав титул іспанського гранда.
Після закінчення війни Антон Флоріан повернувся до Відня. Він очолював уряд, казначейство і Державну раду. У 1719 році указом імператора Карла IV князівство Шелленберг і графство Вадуц були об'єднані у князівство Ліхтенштейн, першим князем якого і став Антон Флоріан.

## Родина
Антон Флоріан фон унд цу Ліхтенштейн був сином Гартманна фон унд цу Ліхтенштейна і Сидонії цу Зальм-Райффершайдт. Він був одружений з графинею Елеонорою Барбарою фон Тун унд Гогенштейн (нім. Eleonore Barbara, Countess of Thun-Hohenstein). У цьому шлюбі народилося 11 дітей, але більшість з них померло в дитинстві.

### Діти
- Князь Йосиф Йоганн Адам (нім. Joseph Johann Adam, Prince of Liechtenstein, 1690–1732)
- Антонія Марія Елеонора (нім. Antonia Maria Eleonore, 1683–1715)
- Марія Анна Кароліна (нім. Maria Karoline Anna, 1694–1735)
- Анна Марія Антонія (нім. Anna Maria Antonie, 1699–1753)
- Марія Елеонора (нім. Maria Eleonore, (1703–1757), дружина Фрідріха Августа Гарраха